# Henryk Maciej Woźniak
Henryk Maciej Woźniak (ur. 24 września 1957 w Mirosławcu) – polski polityk, senator VII kadencji, samorządowiec.

## Życiorys
W 1981 został absolwentem Wydziału Inżynieryjno-Ekonomicznego Transportu Politechniki Szczecińskiej. Początkowo był zatrudniony w urzędzie wojewódzkim. W latach 1985–1994 pracował jako naczelnik Urzędu Skarbowego w Gorzowie Wielkopolskim. W 1994 został powołany przez radę miasta na stanowisko prezydenta Gorzowa Wielkopolskiego z rekomendacji Unii Wolności. Odwołano go na kilka miesięcy przed końcem kadencji.
W 1999 objął funkcję dyrektora oddziału PBK, a po jego fuzji z Bankiem Przemysłowo Handlowym – zespołu oddziałów Banku BPH w Gorzowie Wielkopolskim. Od 1998 do 2007 zasiadał w sejmiku lubuskim, w kadencji 2002–2006 był wiceprzewodniczącym, następnie przewodniczącym sejmiku. Był także prezesem Związku Gmin Gorzowskich oraz prezydentem Euroregionu „Pro Europa Viadrina”.
Polityk Kongresu Liberalno-Demokratycznego (w wyborach w 1993 kandydował z jego ramienia do Sejmu), a następnie – po jego zjednoczeniu z UD – Unii Wolności. W 2001 przystąpił do Platformy Obywatelskiej.
W wyborach parlamentarnych w 2007 został wybrany do Senatu VII kadencji z ramienia PO, uzyskując w okręgu lubuskim 140 123 głosy. W Senacie objął funkcję przewodniczącego Senackiego Zespołu Bezpieczeństwa Ruchu Drogowego, został członkiem Komisji Zdrowia oraz Komisji Budżetu i Finansów Publicznych (jako jej wiceprzewodniczący). W wyborach w 2011 bez powodzenia kandydował do Sejmu.
W 2013 otrzymał Srebrny Krzyż Zasługi.

## Życie prywatne
Jest żonaty, ma dwoje dzieci.